# En naken kvinna ordnar sitt hår framför en spegel
En naken kvinna ordnar sitt hår framför en spegel är en målning av Christoffer Wilhelm Eckersberg från 1841.

## Bakgrund
Christoffer Wilhelm Eckersberg var professor på Det Kongelige Danske Kunstakademi och hade 1833 efter fransk förebild infört att eleverna skulle kunna måla efter kvinnliga nakenmodeller.
Han målade tillsammans med sina elever, och målningen med kvinnan som vänder ryggen till tillkom under en sittning under sensommaren 1841. Modellen hette Florentine, och hon stod modell i över en månads tid denna sommar. Den pose som hon intagit i Eckersbergs målning tecknade och målade han och eleverna efter under perioden den 9 augusti till den 16 september. Eckersberg gjorde en förstudie, Ung pige som sætter sit hår, mellan den 9 augusti och den 11 september 1841. 
Den pose som Florentine hade använde Christoffer Wilhelm Eckersberg igen i juli 1850 till en teckning med bly och sepia, som är betitlad Stående model der sætter sit hår.

## Målningen
Målningen visar en kvinna med ryggen mot betraktaren med naken överkropp vid en oval spegel, vilken speglar hennes ansikte och den översta delen av bysten.
Hennes vänstra hand stöttar med knogarna mot en grön möbel i bildens vänstra del, vid ett toalettbord till. På möbeln står en ask med öppet lock. Sin högra hand håller hon lyft och förd mot håret, som är brunt och satt upp stramt med mittbena och knut i nacken. Huvudet är vridet något till vänster och sänkt.
Kvinnans underkropp är draperad med ett vitt kläde. I spegelbilden ses att kvinnan inte betraktar sig själv i spegeln, utan har blicken riktad ned mot vänster. Det finns ingen ögonkontakt med betraktaren. Bilden är en intim vardagsscen. Dess privatatmosfär understryks av dess dämpade färger. 
Frånvaron av ögonkontakt med betraktaren återkommer i flera av Eckersbergs andra nakenakter, som i Kvindelig modelstudie. Florentine från 1840, Nøgen kvinde i færd med at drage sine tøfler på från 1843 och En ung pige, som klæder sig af från 1844, samt Kunstakademiets fem nakenakter från 1837.

## Proveniens
Christoffer Wilhelm Eckersberg sålde målningen till baronessan Christine Stampe, då hon kom till ateljén tillsammans med Bertel Thorvaldsen den 9 februari 1843. Senare kom den i grosshandlare Heinrich Hirschsprungs ägo genom köp 1895 av fru Nanna Holtum och blev som sådan registrerad i Emil Hannovers Eckersberg-katalog från 1898.
Målningen finns idag på Den Hirschsprungske Samling i Köpenhamn.